# Obleganje Maribora (1532)
Obleganje Maribora je bilo obleganje današnjega Maribora, takrat znanega pod nemškim imenom Marburg, v vojvodini Štajerski v okviru nadvojvodstva Avstrije in Svetega rimskega cesarstva . V obleganju, ki se je zgodilo septembra 1532, so lokalna posadka in meščani branili utrjeno mesto Maribor pred premočno silo Otomanskega cesarstva, ki sta ga vodila njihov sultan Sulejman Veličastni in njegov veliki vezir Pargalı Ibrahim paša . Osmani so korakali proti jugu po njihovem neuspešnem načrtu obleganja Dunaja, ki je bil ogrožen pri obleganju Günsa, kjer so se Osmani zadržali skoraj štiri tedne.